# Interkalacija
Interkalacija je ubacivanje prijestupnog dana, tjedna ili mjeseca kako bi kalendarske godine bile u skladu s godišnjim dobima.
Solarna godina se ne sastoji od cijelih dana, ali se kalendarska godina mora sastojati od cijelih dana. Jedini način da se to pomiri jest variranje broja dana u kalendarskoj godini.
U mnogim se kalendarima to čini tako da se običnoj godini od 365 dana doda dodatni dan (prijestupni dan ili interkalarni dan): to čini prijestupnu godinu od 366 dana.
Edikt iz Canopusa, koga je izdao faraon Ptolemej III, Euerget od Egipta godine 239. pr. Kr., odredio je sustav prijestupnih godina.
U gregorijanskom kalendaru kao i julijanskom kalendaru koji mu je prethodio, interkalacija se provodi dodavanjem jednog dana mjesecu veljači svake prijestupne godine. U julijanskom se kalendaru to čini svake 4 godine. 
Solarna godina također nema cijeli broj lunarnih mjeseci, pa se lunisolarni kalendar mora koristiti promjenljivim brojem mjeseci u godini.  To je obično 12 mjeseci, ali se nekad 13. mjesec (interkalarni ili embolizmički mjesec) dodaju godini.
ISO 8601 uključujue godinu od 52 tjedna. Svaka godina koja ima 53 četvrtka ima 53 tjedna; taj dodatni tjedan se može nazivati interkalarnim.
Određivanje ima li godina interkalaciju može se računati prema (julijanskom, gregorijanskom ili hebrejskom kalendaru ili odrediti kroz poromatranje (iranskog kalendara).